# جورج حاوي
جورج حاوي (5 تشرين الثاني / نوفمبر 1938 - 21 حزيران / يونيو 2005). هو سياسي لبناني مسيحي أرثوذكسي يعتبر من أهم وجوه اليسار اللبناني منذ السبعينات. تولى منصب الأمين العام للحزب الشيوعي اللبناني ورئيس للمجلس الوطني للحزب كما أنه كان نائب رئيس المجلس الرئاسي للحركة الوطنية اللبنانية.

## سيرة حياته
ولد في بتغرين في المتن الشمالي شرق بيروت. والده أنيس حاوي، والدته نور نوفل. متزوج من الدكتورة سوسي مادويان ابنة أرتين مادويان أحد مؤسسي الحزب الشيوعي اللبناني في مطلع العشرينات.
في بداية حياته تأثر بأفكار أنطون سعادة مؤسس الحزب السوري القومي الاجتماعي قبل أن ينتسب إلى الحزب الشيوعي اللبناني في 1 كانون الثاني / ديسمبر 1955. اتبع دورة داخلية على الصعيد الحزبي في لبنان، وكان من أبرز أساتذته نقولا الشاوي وحسن قريطم ويوسف فيصل وأرتين مادويان. كان أحد قادة الاتحاد الطلابي العام في اواخر الخمسينات وقد شارك في كل التحركات الجماهيرية والمظاهرات والإضرابات وكان يقود معظمها بعد انتخابه كعضو في قيادة الاتحاد الطلابي عام 1957. وكان لفترة طويلة مسؤولاً للجنة العمالية ـ النقابية. سُجن عام 1964 لمدة 14 يوماً لدوره في إضراب عمال الريجي مع رفيقه جورج البطل وبعض قادة نقابة عمال الريجي. ثم اعتقل مع آخرين من قادة الأحزاب والقوى الوطنية اثر مظاهرة 23 نيسان / أبريل 1969 الشهيرة تأييداً للمقاومة الفلسطينية، كما اعتقل عام 1970 بتهمة التعرض للجيش.
انتخب اواخر العام 1964 عضواً في اللجنة المركزية للحزب الشيوعي اللبناني وكان اصغر اعضائها سناً. كما انتخب في عام 1968 كعضو في المكتب السياسي وفي اللجنة المركزية للحزب الشيوعي ثم انتخب اميناً عاماً مساعداً في اواسط السبعينات ثم أميناً عاماً للحزب في عام 1979 وأعيد انتخابه في عامي 1987 و1992 قبل أن يقدم استقالته عام 1993.
انتخب رئيساً للمجلس الوطني للحزب في العام 1999. واستقال منه اواخر العام 2000 وكان أحد ابرز قادة الحركة الوطنية إلى جانب الزعيم الراحل كمال جنبلاط. وانتخب نائباً لرئيس المجلس السياسي للحركة الوطنية. وفي مواجهة احتلال الجيش الإسرائيلي لبيروت صيف العام 1982 أعلن مع محسن إبراهيم الأمين العام لمنظمة العمل الشيوعي إطلاق جبهة المقاومة الوطنية اللبنانية.
اغتيل بتفجير عبوة ناسفة بسيارته في منطقة وطى المصيطبة في بيروت بتاريخ 21 يونيو 2005.

## مبادراته السياسية
أطلق عام 1991 مبادرته الشهيرة للمصالحة الوطنية عبر زيارات لكافة الأقطاب السياسية آنذاك وكان أبرز هذه الزيارات الزيارة التي قام بها لسمير جعجع في غدراس. وعمل بعد ذلك بتصميم على إقامة مؤتمر وطني للحوار فكانت له زيارات لمختلف المرجعيات الدينية والسياسية.
كانت آخر مبادراته السياسية في نيسان / أبريل 2004 وهي إطلاق حركة سياسية جديدة تحت اسم «التجمع اليساري للاستقلال والتقدم».
كان قد أسس ما يعرف بالتجمع الاستشاري الوطني المدعوم من قبل الساسة المسيحيين المحافظين أمثال أمين الجميل ونائله معوض، وذلك بهدف الضغط على الرئيس إميل لحود لتناول بعض القضايا مثل العلاقات الثنائية اللبنانية السورية. عرف بمعارضته لسياسات الحكومة اللبنانية وبعض سياسات سوريا لكنه عرف بخطاب معتدل يدعو لإيجاد مرحلة جديدة من الاحترام المتبادل بين البلدين.

## اغتياله
اغتيل جورج حاوي في 21 يونيو 2005 بعد يومين من الانتخابات البرلمانية التي أدت إلى انتصار تحالف معارض لدور دمشق في البلاد، الذي وقع في حي وطى المصيطبة في بيروت، بإنفجار عبوة ناسفة زُرِعَت في سيارته المرسيدس بجهاز تحكم عن بعد أثناء تجواله في بيروت. وُضِّعَت عبوة تزن ما يقرب من رطل واحد تحت مقعده، وفُجِّرَت بجهاز التحكم عن بعد، أصيب جورج حاوي بجروح قاتلة في الانفجار، ألقى العديد من المصادر، بما في ذلك تحالف 14 آذار وأعضاء في وسائل الإعلام الغربية، باللوم على سوريا على الفور في مقتله وعن الانفجارات الأخرى في العاصمة على الرغم من أنه لم يَعْثَر على الجاني النهائي.
في أغسطس 2011، أبلغت المحكمة الخاصة بلبنان أفراد عائلة حاوي بأنهم وجدوا صلة بين مقتله ومقتل رئيس الوزراء اللبناني السابق رفيق الحريري. وكانت المحكمة الخاصة بلبنان قد أصدرت في السابق لوائح اتهام ضد أعضاء في حزب الله لقتل الحريري.